# Liste der Einträge im National Register of Historic Places im Washington County (Iowa)

Lage des Washington County in Iowa

Die Liste der Einträge im National Register of Historic Places im Washington County in Iowa führt die Bauwerke und historischen Stätten im Washington County auf, die in das National Register of Historic Places aufgenommen wurden.

## Legende
| NRHP | Historic Place    |
| HD   | Historic District |

## Aktuelle Einträge
| [ 2 ] | Name                                              | Bild                                              | Eintragsdatum        | Lage | Ort             | Beschreibung                                                                                     |
| ----- | ------------------------------------------------- | ------------------------------------------------- | -------------------- | --- | --------------- | ------------------------------------------------------------------------------------------------ |
| 1     | Blair House                                       | Blair House                                       | 1973 ID-Nr. 73000741 | East Washington Street Ecke South 2nd Avenue 41° 17′ 53″ N, 91° 41′ 23″ W                                                   | Washington      | 1881 errichtetes Rathaus                                                                         |
| 2     | Smith Wildman and Jennie (Hearne) Brookhart House | Smith Wildman and Jennie (Hearne) Brookhart House | 2005 ID-Nr. 05000905 | 1203 East Washington Street 41° 18′ 0″ N, 91° 40′ 41″ W                                                                     | Washington      | 1910 im Stil des American Movement errichtetes Wohnhaus; heute Hotel und Arztpraxis              |
| 3     | CM and StP Railroad Underpass                     | CM and StP Railroad Underpass                     | 1998 ID-Nr. 98000469 | Unterführung der County Road G38 unter eine Strecke der SOO Line Railroad 41° 17′ 36″ N, 91° 43′ 28″ W                      | Washington      | 1903 errichtete Bahnunterführung                                                                 |
| 4     | Jonathan Clark Conger House                       | Jonathan Clark Conger House                       | 1974 ID-Nr. 74000815 | 903 East Washington Street 41° 17′ 53″ N, 91° 40′ 54″ W                                                                     | Washington      | 1848 errichtetes Wohnhaus; heute Museum                                                          |
| 5     | County Line Bridge                                | County Line Bridge                                | 1998 ID-Nr. 98000513 | Brücke der Washington Road über den Long Creek 41° 16′ 1″ N, 91° 29′ 6,5″ W                                                 | Oregon Township | 1893 errichtete Fachwerkbrücke; gleichfalls in der NRHP-Liste für das Louisa County enthalten    |
| 6     | Gracehill Moravian Church and Cemetery            | Gracehill Moravian Church and Cemetery            | 1977 ID-Nr. 77000563 | 270th Street 41° 15′ 47″ N, 91° 49′ 47″ W                                                                                   | Grace Hill      | 1867 errichtete Kirche der Moravian Church                                                       |
| 7     | Joseph Keck House                                 | Joseph Keck House                                 | 1978 ID-Nr. 78001268 | 504 West Washington Street 41° 17′ 56″ N, 91° 41′ 48″ W                                                                     | Washington      | 1860 errichtetes Wohnhaus                                                                        |
| 8     | Kurtz House                                       | Kurtz House                                       | 1977 ID-Nr. 77000564 | 305 South Avenue C 41° 17′ 50″ N, 91° 41′ 44″ W                                                                             | Washington      | 1867 im Italianate-Stil errichtetes Wohnhaus                                                     |
| 9     | Pilotburg Church                                  | Pilotburg Church                                  | 1996 ID-Nr. 96000517 | 1874 155th Street 41° 26′ 4″ N, 91° 46′ 36″ W                                                                               | Wellman         | 1881 im viktorianischen Stil errichtete Kirche; heute Wohnhaus                                   |
| 10    | St. Mary’s Parish Church Buildings                | St. Mary’s Parish Church Buildings                | 1979 ID-Nr. 79000946 | St. Mary’s Street Ecke Washburn Street 41° 29′ 0″ N, 91° 34′ 54″ W                                                          | Riverside       | 1877 im neugotischen Stil errichtete katholische Kirche                                          |
| 11    | Winfield Smouse House                             | Winfield Smouse House                             | 1983 ID-Nr. 83000409 | 321 South Iowa Avenue 41° 17′ 43″ N, 91° 34′ 21″ W                                                                          | Washington      | Zu Beginn des 20. Jahrhunderts im Stil der Prairie Houses errichtetes Wohnhaus; heute Restaurant |
| 12    | Frank Stewart House                               | Frank Stewart House                               | 1987 ID-Nr. 87002021 | 603 West Washington Street 41° 17′ 54″ N, 91° 41′ 51″ W                                                                     | Washington      | 1889 im Queen-Anne-Stil errichtetes Wohnhaus                                                     |
| 13    | Washington County Courthouse                      | Washington County Courthouse                      | 1981 ID-Nr. 81000273 | 276 West Main Street 41° 11′ 17″ N, 91° 45′ 6″ W                                                                            | Washington      | 1887 im neuromanischen Stil errichtetes Justiz- und Verwaltungsgebäude des Washington County     |
| 14    | Washington Downtown Historic District             | Washington Downtown Historic District             | 2013 ID-Nr. 13000297 | Abgegrenzt durch Iowa Avenue, Marion Avenue, Washington Street, Main Street und 2nd Street 41° 17′ 57,8″ N, 91° 41′ 32,5″ W | Washington      | Historische Altstadt von Washington                                                              |
| 15    | Alexander Young Cabin                             | Alexander Young Cabin                             | 1973 ID-Nr. 73000742 | West Madison Street zwischen G Avenue und H Avenue 41° 17′ 50″ N, 91° 42′ 7″ W                                              | Washington      | 1840 errichtetes Wohnhaus; heute Museum                                                          |

## Frühere Einträge
| [ 2 ] | Name                          | Bild | Eintragsdatum        | Lage                                                                        | Ort                 | Beschreibung                                                                       |
| ----- | ----------------------------- | ---- | -------------------- | --------------------------------------------------------------------------- | ------------------- | ---------------------------------------------------------------------------------- |
| 1     | Thomas Johnson Polygonal Barn |      | 1986 ID-Nr. 86001451 | Abseits des IA 114 41° 26′ 21″ N, 91° 49′ 44″ W                             | südlich von Wellman | vieleckige Rundscheune; 2014 aus dem Register gestrichen                           |
| 2     | Rubio Bridge                  |      | 1998 ID-Nr. 98000471 | Brücke der Ash Avenue über den Skunk River 41° 14′ 13,5″ N, 91° 56′ 12,6″ W | nördlich von Rubio  | 1904 errichtete Fachwerkbrücke; 2002 aus dem Register gestrichen                   |
| 3     | Washington County Hospital    |      | 1977 ID-Nr. 77000565 | 400 East Polk Street 41° 17′ 20,6″ N, 91° 41′ 14,5″ W                       | Washington          | 1912 errichtetes Krankenhaus; im Jahr 2006 nach Neubau aus dem Register gestrichen |